# Lijst van grote Mozambikaanse steden

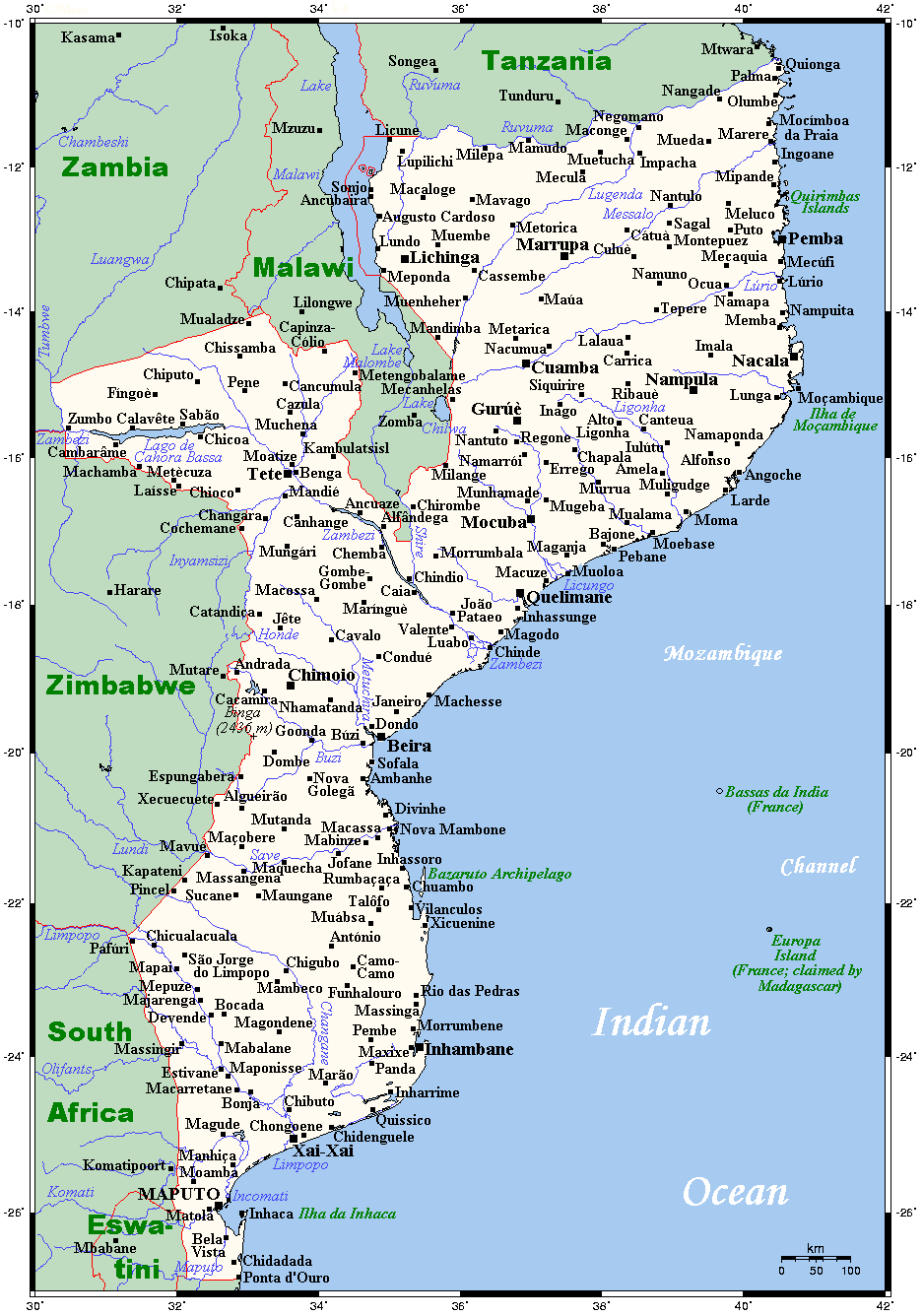
Kaart van Mozambique

Dit is een lijst met de grote steden van het land Mozambique. Alle steden met meer dan 50.000 inwoners volgens de census van 2007 zijn opgenomen in de lijst.

## Lijst

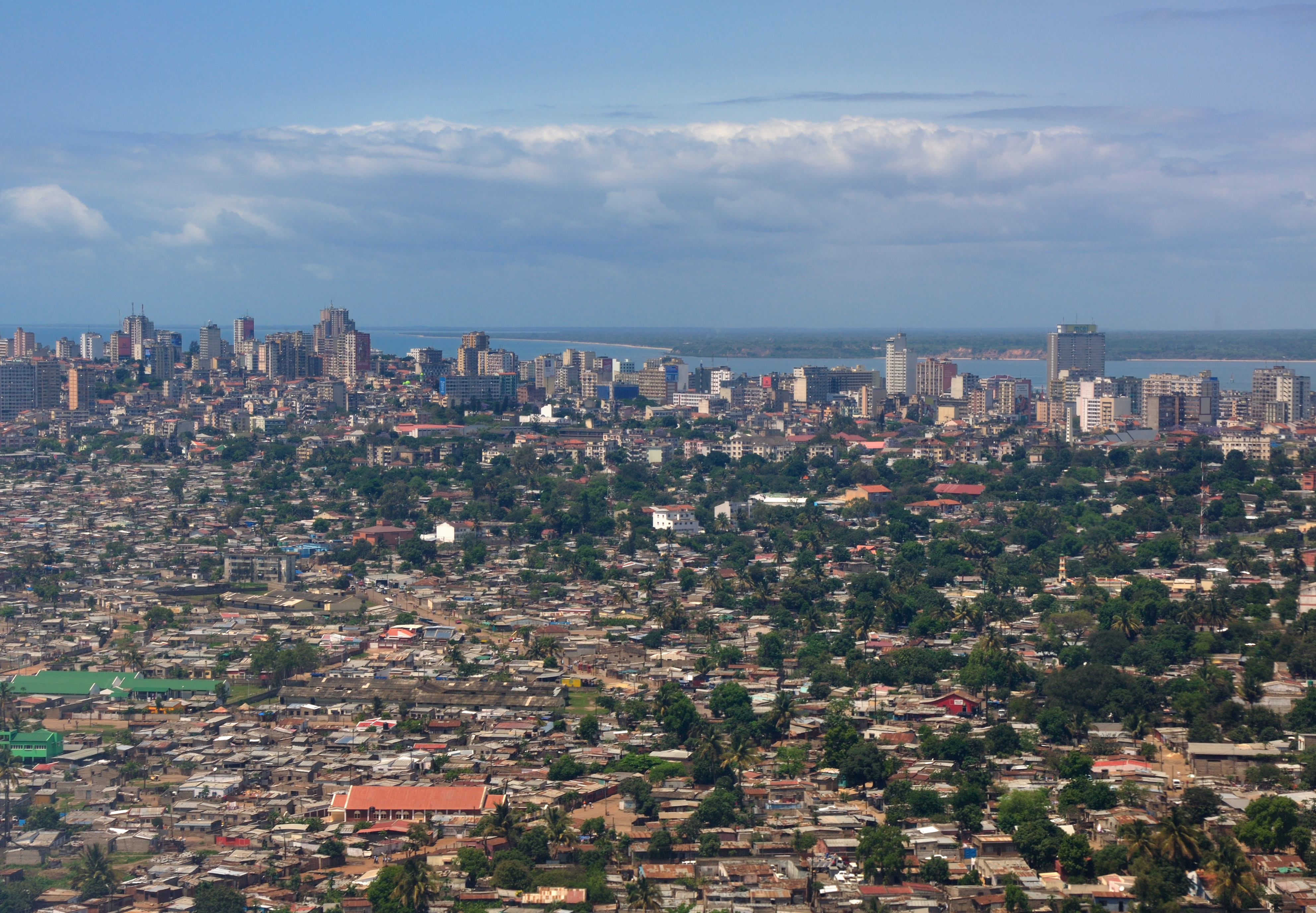
1. Maputo

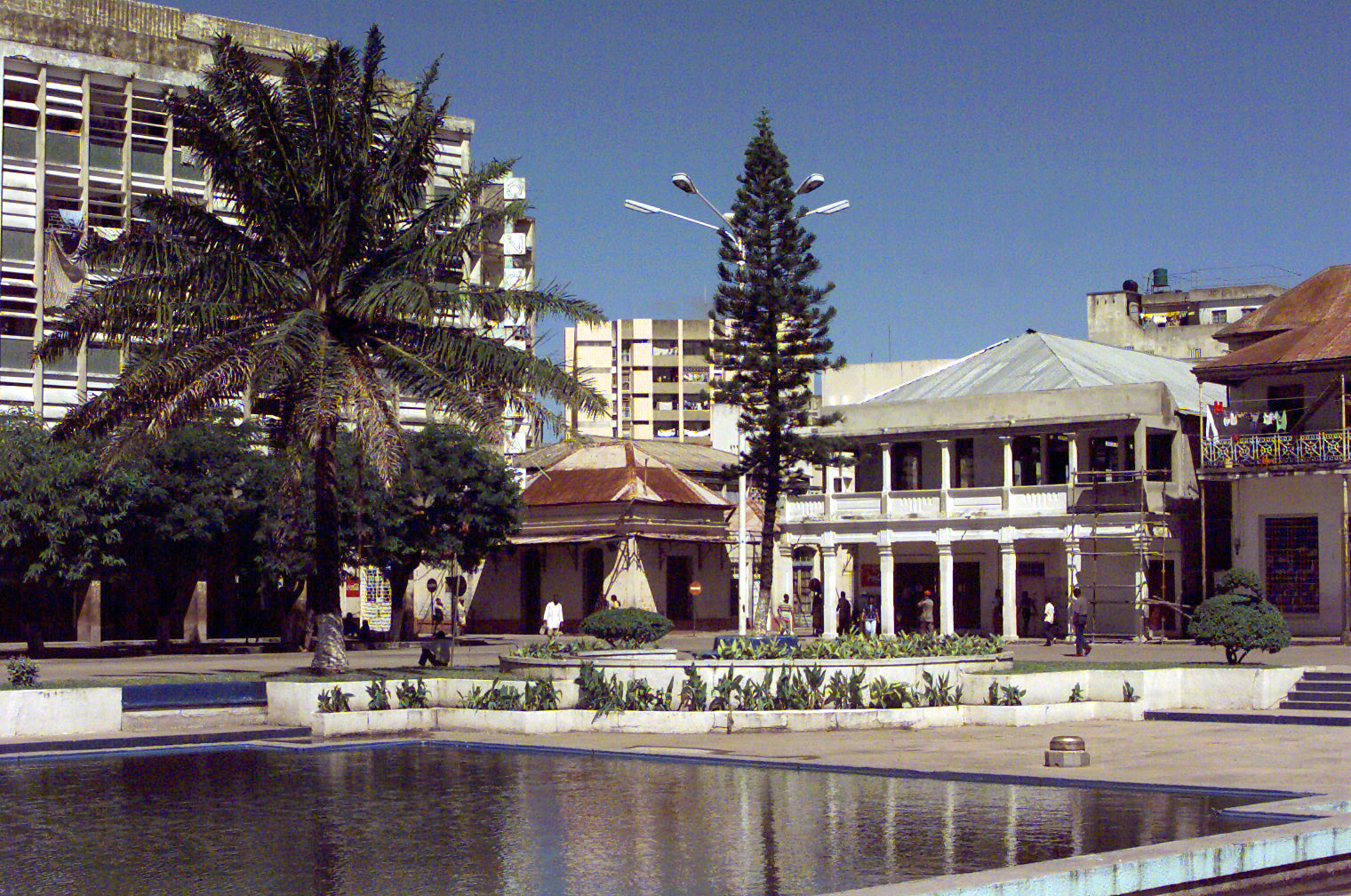
4. Beira

| Rang | Stad      | Provincie    | Inwoners  |
| ---- | --------- | ------------ | --------- |
| 1    | Maputo    | Stad Maputo  | 1.094.315 |
| 2    | Matola    | Maputo       | 672.508   |
| 3    | Nampula   | Nampula      | 471.717   |
| 4    | Beira     | Sofala       | 431.583   |
| 5    | Chimoio   | Manica       | 237.497   |
| 6    | Nacala    | Nampula      | 206.449   |
| 7    | Quelimane | Zambezia     | 193.343   |
| 8    | Mocuba    | Zambezia     | 168.736   |
| 9    | Tete      | Tete         | 155.870   |
| 10   | Gurué     | Zambezia     | 145.466   |
| 11   | Lichinga  | Niassa       | 142.331   |
| 12   | Pemba     | Cabo Delgado | 138.716   |
| 13   | Xai-Xai   | Gaza         | 115.752   |
| 14   | Maxixe    | Inhambane    | 108.824   |
| 15   | Angoche   | Nampula      | 89.998    |
| 16   | Cuamba    | Niassa       | 79.013    |
| 17   | Montepuez | Cabo Delgado | 76.139    |
| 18   | Dondo     | Sofala       | 70.817    |
| 19   | Inhambane | Inhambane    | 65.149    |
| 20   | Chibuto   | Gaza         | 63.184    |
| 21   | Chókwè    | Gaza         | 53.062    |